# Bratz : In-sé-pa-rables !
Cet article concerne le film de Sean McNamara. Pour les poupées, voir Bratz. Pour la série télévisée, voir Bratz (série télévisée d'animation).
Pour plus de détails, voir Fiche technique et Distribution.
Bratz : In-sé-pa-rables !, également édité sous le titre Bratz : Amies pour la vie ou Bratz, le film au Québec et en Belgique,  (Bratz) est un film américain réalisé par Sean McNamara et sorti en 2007.
Il est basé sur la franchise de poupées mannequins Bratz du fabricant MGA Entertainment. C'est la première et unique adaptation de la franchise au cinéma après plusieurs films d'animation sortis directement en vidéo. C'est également sa première et unique adaptation en prise de vues réelle.
Distribué par le studio Lionsgate aux États-Unis, le film a reçu un accueil unanimement négatif de la part de la presse américaine et a réalisé une performance décevante au box-office. Même constat dans le reste du monde où il reçoit également un accueil froid et peine à récolter des bénéfices, faisant de lui « flop ».

## Synopsis
Yasmine, Jade, Cloé et Sasha sont quatre meilleures amies qui malgré leurs différences, peuvent compter les unes sur les autres depuis plusieurs années. Cette année, elles font leur première rentrée au lycée mais elles vont découvrir un univers différent de ce à quoi elles s'attendaient.
Au lycée, tous les élèves suivent les règles de la fille du principal, Meredith Baxter Dimly, qui considère que la différence n'est pas une bonne chose et que chacun doit traîner avec un groupe d'amis avec les mêmes centres d'intérêt et activités.
Cloé est une footballeuse de talent et rejoint les sportifs ; Sasha rejoint les cheerleaders et Jade, dont les parents refusent qu'elle mélange ses passions pour les sciences et le stylisme, rejoint les scientifiques. Yasmin est la seule à ne rejoindre aucun groupe et assiste, impuissante, à la perte de leurs liens.
Deux ans plus tard, en terminale, les filles ne sont plus amies. Lors d'une dispute à la cantine qui dégénère en bataille de nourriture, elles se retrouvent collées ensembles. Dans la salle de classe, elles réalisent que c'est le système de groupe de Meredith qui a détruit leur amitié. Plus proches que jamais, les « Bratz » vont tout faire pour essayer de mettre un terme au « règne » de Meredith et de réunir tous les élèves du lycée.

## Fiche technique
Sauf indication contraire, les informations mentionnées dans cette section peuvent être confirmées par la base de données cinématographiques IMDb,  présente dans la section « Liens externes ».
- Titre original : Bratz
- Titre français : Bratz : In-sé-pa-rables ! (également édité sous Bratz : Amies pour la vie)
- Titre québécois et belge : Bratz, le film
- Réalisation : Sean McNamara
- Scénario : Adam De La Peña et David Eilenberg, d'après une histoire de Susan Estelle Jansen
- Direction artistique : Rosario Provenza
- Décors : Rusty Smith
- Costumes : Bernadene Morgan
- Photographie : Christian Sebaldt
- Montage : Jeff Canavan
- Musique originale : John Coda
- Casting : Joey Paul Jensen
- Production : Avi Arad, Isaac Larian et Steven Paul
- Producteurs délégués : Benedict Carver
- Sociétés de production : Crystal Sky Pictures, MGA Entertainment et Arad Productions
- Société de distribution : Lionsgate (États-Unis) ; Alliance Vivafilm (Québec) ; RCV Entertainment (Belgique) ; Pathé Distribution (France)
- Budget : 20 millions de dollars[2]
- Pays d'origine :  États-Unis
- Langues originales : anglais
- Format : Couleur - 2.39:1 - son Dolby Digital / DTS
- Genre : Comédie
- Durée : 102 minutes
- Date de sortie :
  -  États-Unis /  Canada /  Québec : 3 août 2007
  -  Belgique : 15 août 2007
  -  France : 1er juillet 2009 (directement en DVD)

## Distribution

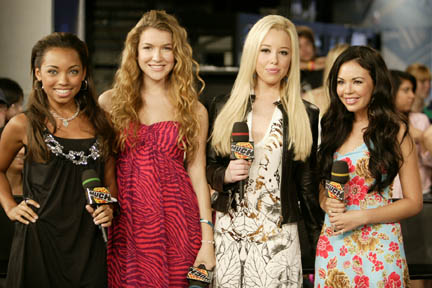
Logan Browning (Sasha), Nathalia Ramos (Yasmine), Skyler Shaye (Cloé) et Janel Parrish (Jade).

- Nathalia Ramos (VFB : Mélanie Dambermont ; VQ : Catherine Proulx-Lemay (dialogues) et Audrey de Montigny (chants)) : Yasmine
- Skyler Shaye (VFB : Julie Basecqz ; VQ : Karine Vanasse) : Cloé
- Janel Parrish (VQ : Geneviève Désilets) : Jade
- Logan Browning (VQ : Kim Jalabert) : Sasha
- Chelsea Staub (VQ : Pascale Montreuil (dialogues) et Émily Bégin (chants)) : Meredith Baxter Dimly
- Anneliese Van der Pol (VQ : Marika Lhoumeau) : Avery
- Malese Jow (VQ : Catherine Bonneau) : Quinn
- Ian Nelson (VQ : Martin Watier) : Dylan
- Stephen Lunsford : Cameron
- Jon Voight (VQ : Marc Bellier) : le principal Dimly
- Lainie Kazan (VQ : Marie-Andrée Corneille) : Bubbie
- William May (VFB : Aurélien Ringelheim) : Manny
- Emily Rose Everhard (VQ : Juliette Mondoux) : Cherish Dimly
- Chet Hanks (en) (VQ : Joël Legendre) : Dexter
- Tami-Adrian George : Allison
- Kadeem Hardison (VQ : Gilbert Lachance) : le père de Sasha
- Kim Morgan Greene (VQ : Valérie Gagné) : Katie
- Constance Hsu (ar) : Julie
- Carl Hancock Rux (en) : Mr Whitman
- Kelly Crean (en) : Mme Funk
- Andrea Edwards : Goalie
- Sasha Cohen : Bethany

## Production

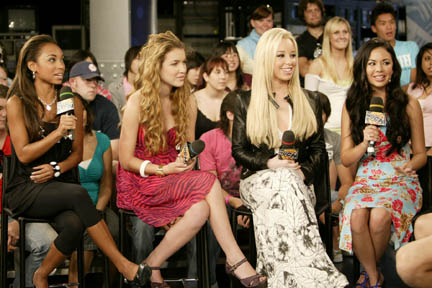
Logan Browning, Nathalia Ramos, Skyler Shaye et Janel Parrish pour la promotion du film en juillet 2007.

### Développement
L'artiste américaine Paula Abdul fût virée par la production lors de la phase de développement du film. Cette dernière devait se charger des costumes et des chorégraphies du film et y tenir un petit rôle mais également en être l'une des productrice délégué et concevoir la ligne de poupées dérivée. Cela fût révélé par l'artiste elle-même lors de son émission de télé-réalité Hey Paula. Dans l'émission, elle révèle avoir appris l'information par mail après plusieurs mois sur le projet.
Lors d'un interview pour la promotion du film, les actrices du film révèlent avoir été informées que le départ de Paula Abdul était dû à un souci d'emplois du temps, l'artiste étant occupée par son poste de juré dans l'émission musicale American Idol. Néanmoins Logan Browning précisera ne pas savoir précisément ce qui s'est passé avec la production.

### Tournage
Le tournage du film s'est déroulé entre le mois de février et mars 2007 à Los Angeles. Les scènes au lycée ont été tournées au Santee Education Complex, dans le sud de la ville.

### Bande-originale
Une bande-originale composée des chansons du films a été publié le 31 juillet 2007 par Geffen Records. Elle contient également les chansons originales interprétées par les actrices du film.
Liste des titres
| 1.      | Rock Star                        | Prima J                                                       | 3:25 |
| 2.      | Fearless                         | Daechelle                                                     | 3:39 |
| 3.      | Love Is Wicked                   | Brick and Lace                                                | 3:42 |
| 4.      | Rainy Day                        | Janel Parrish                                                 | 3:17 |
| 5.      | Open Eyes                        | Nathalia Ramos, Janel Parrish, Skyler Shaye et Logan Browning | 3:09 |
| 6.      | Heartburn                        | NLT                                                           | 3:21 |
| 7.      | It's All About Me                | Chelsea Staub                                                 | 3:08 |
| 8.      | Now Or Never                     | Orianthi                                                      | 4:02 |
| 9.      | Out From Under                   | Joanna Pacitti                                                | 4:07 |
| 10.     | In Crowd                         | Sean Stewart                                                  | 2:31 |
| 11.     | Express Yourself                 | The Black Eyed Peas                                           | 3:33 |
| 12.     | My Life                          | Slumber Party Girls                                           | 2:50 |
| 13.     | Go Go                            | Jibbs                                                         | 2:51 |
| 14.     | It Doesn't Get Better Than This  | Alex Band                                                     | 2:51 |
| 15.     | Saying Goodbye                   | Matt White                                                    | 4:13 |
| 16.     | Invisible                        | Ashlee Simpson                                                | 3:44 |
| 17.     | Alter Ego                        | Clique Girlz                                                  | 3:28 |
| 18.     | Tell Me                          | Dropping Daylight                                             | 3:21 |
| 19.     | If This Is Goodbye               | Lifehouse                                                     | 2:53 |
| 20.     | Fabulous                         | Chelsea Staub                                                 | 2:53 |
| 21.     | Bratitude                        | Nathalia Ramos, Janel Parrish, Skyler Shaye et Logan Browning | 4:33 |
| 22.     | Fabulous (Instrumental)          | John Coda                                                     | 2:53 |
| 23.     | It's All About Me (Instrumental) | John Coda                                                     | 3:08 |
| 24.     | Bratitude (Instrumental)         | John Coda                                                     | 4:33 |
| 25.     | Open Eyes (Instrumental)         | John Coda                                                     | 3:09 |
| 1:25:01 |                                  |                                                               |      |

Au Québec, les numéros musicaux du film ont été traduits et doublés en français pour le doublage québécois avec la participation des chanteuses Audrey de Montigny et Émily Bégin. À la suite de cette traduction Open Eyes devient Au plus vite ; It's All About Me devient La meilleure c'est moi et Fabulous devient Fabuleuse. Seule Bratitude conserve le même titre.
En France et en Belgique, les chansons ont été conservées en anglais pour le doublage du film.

## Accueil

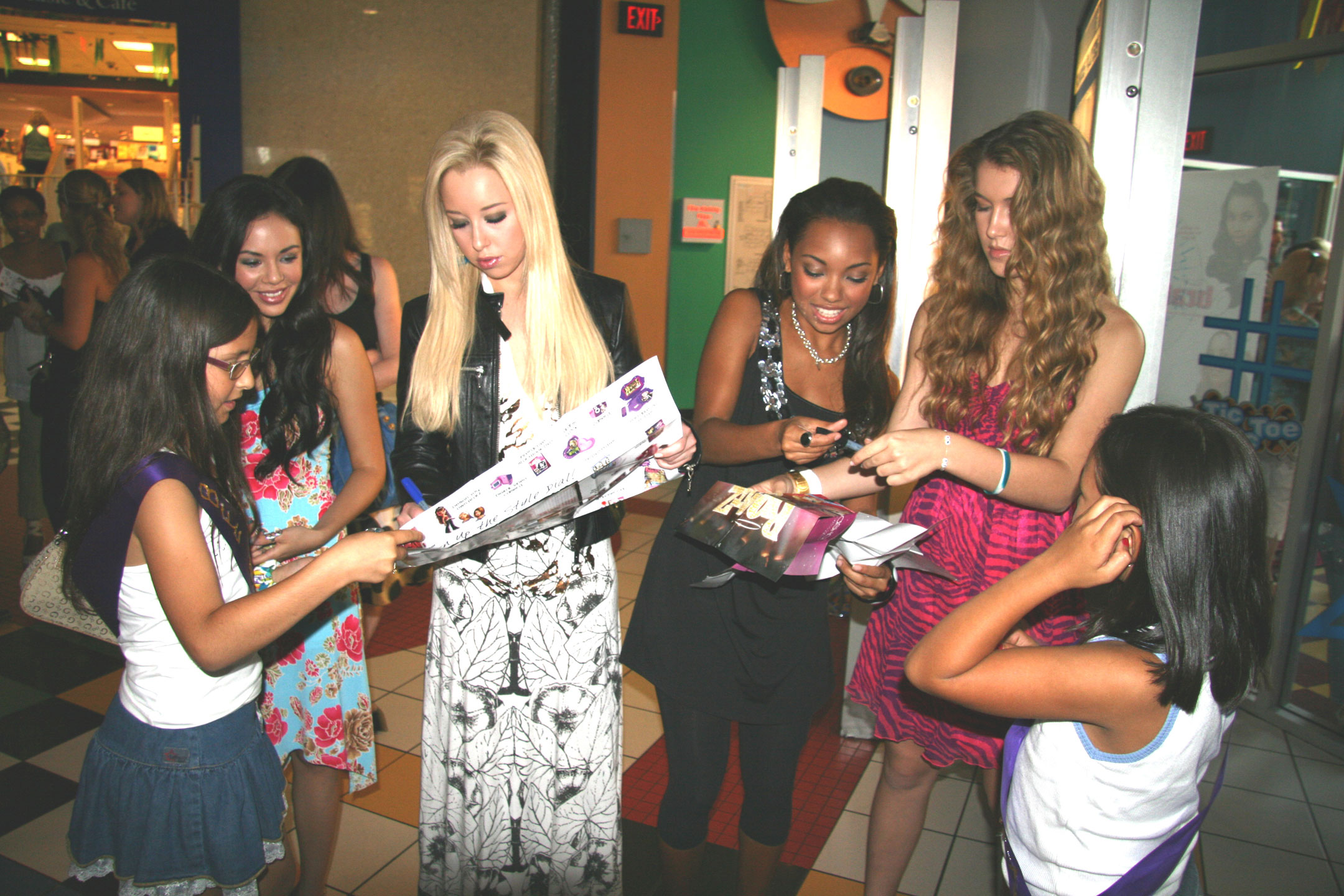
Janel Parrish, Skyler Shaye, Logan Browning et Nathalia Ramos pour la promotion du film en juillet 2007.

### Critiques
Le film reçoit des critiques unanimement négatives aux États-Unis. Sur le site agrégateur de critiques Rotten Tomatoes, il obtient 9 % de critiques positives, avec une note moyenne de 3/10 sur la base de 7 critiques positives et 71 critiques négatives.
Le consensus critique établi par le site est le suivant : « Rempli de messages contradictoires et de modèles douteux, Bratz est trop superficiel, même pour le public auquel il est destiné ».
Sur Metacritic, il obtient une note de 21/100 basée sur 18 critiques collectées.
En 2008, le film a été nommé 5 fois à la 28e cérémonie des Razzie Awards, qui récompense les pires films, mais il n'a remporté aucun prix.

### Box-office
| Pays ou région | Box-office   | Date d'arrêt du box-office | Nombre de semaines |
| -------------- | ------------ | -------------------------- | ------------------ |
| États-Unis     | 10 010 209 $ | 1er novembre 2007          | 13                 |
| Mondial        | 26 013 153 $ | 19 octobre 2008            | -                  |

## Adaptation en jeu vidéo
Le film a été adapté en jeu vidéo sur Nintendo DS par le studio Barking Lizards Technologies et sur Windows par AWE Productions. Le jeu est sorti le 5 novembre 2007 aux États-Unis sous le titre Bratz 4 Real, édité par THQ.
En France, seule la version Nintendo DS est sortie le 28 novembre 2007, également édité par THQ. Sur la jaquette, la version française du jeu est présentée comme étant une version pour la Nintendo DS du jeu Bratz, The Movie, sorti sur d'autres consoles et qui adapte la série télévisée d'animation, laissant donc croire que ce dernier n'a aucun rapport avec le film.

## Distinctions
Sauf indication contraire, les informations mentionnées dans cette section peuvent être confirmées par la base de données cinématographiques IMDb,  présente dans la section « Liens externes ».

### Nominations
- Razzie Awards 2008 :
  - Pire film
  - Pire actrice pour Logan Browning, Janel Parrish, Nathalia Ramos et Skyler Shaye avec la mention « Une promo quatre pour une »
  - Pire second rôle masculin pour Jon Voight (également pour ses rôles dans Benjamin Gates et le Livre des secrets, Septembre funeste et Transformers)
  - Pire couple à l'écran pour « N'importe quelle combinaison de deux personnages sans cerveau »
  - Pire remake ou plagiat avec la mention « s'il ne restait qu'un plagiat ce serait celui-là »